# Francesco Roder
Francesco Roder (Città del Messico, 8 gennaio 1983) è un attore e regista con doppia nazionalità italiana-messicana.

## Biografia
Nato a Città del Messico ma cresciuto in Italia da madre messicana e padre italiano, si laurea al Dams dell'Università di Udine nel 2007; nel 2010 si diploma al corso di filmmaking della Scuola di Cinema di Roma.
Durante gli studi universitari, produce e co-sceneggia il film studentesco The Bet, mockumentary a cui prendono parte, nella parte di se stessi, il regista Alfonso Cuarón, l'attrice Heather Langenkamp, la giornalista Piera Detassis e il produttore Domenico Procacci. Il film viene successivamente distribuito come mini serie web tra il 2016 e il 2017.
Nel 2008 è stagista sul set del film Come Dio comanda di Gabriele Salvatores, girato interamente in Friuli-Venezia Giulia.
Come attore, nel 2010 ottiene una piccola parte nella serie tv Mai per amore, nell'episodio Ragazze in Web di Marco Pontecorvo, trasmesso dalla Rai due anni dopo. Nel 2011 debutta sul grande schermo con una parte nel film horror a episodi P.O.E. Poetry of Eerie, nell'episodio Gli occhiali diretto da Matteo Corazza. Seguono piccoli ruoli in film quali Bella addormentata di Marco Bellocchio, Los días más oscuros de nosotras di Astrid Rondero e Il grande passo di Antonio Padovan. A teatro prende parte a diversi spettacoli tra cui Katzelmacher di Rainer Werner Fassbinder, Noccioline di Fausto Paravidino e Libri da ardere di Amélie Nothomb. Appare in diversi spot pubblicitari in Italia, Messico e Stati Uniti (per brand quali Volkswagen, Expert, HP Inc., ITA Airways, Grupo Modelo e per l'Istituto Elettorale Messicano) e dal 2015 è uno dei personaggi-guida (nei panni dell'anatomista Andrea Vesalio) del MUSME di Padova.
Nel 2024 interpreta l'imprenditore Alejandro de Tomaso nella mini-serie finlandese Last to Brake, basata sulla vita del pilota motociclistico Jarno Saarinen.
Come regista debutta con il cortometraggio Snowflake, girato a New York e interpretato dalle americane Ele Keats e Tracy Middendorf. Il corto viene selezionato in oltre venti festival internazionali e vince diversi riconoscimenti, tra cui due American Movie Awards nel 2015 per il miglior film e la miglior interpretazione (a Tracy Middendorf).
Con il successivo L'intruso debutta all'italiano Fi Pi Li Horror Festival ed è in selezione ufficiale all'inaugurale FearNYC di New York, festival di genere dedicato al regista Wes Craven.
Nel 2018 co-dirige assieme a Francesco Sogaro il documentario Diamo due mani, vincitore del bando MigrArti del MiBAC. Il cortometraggio viene distribuito dalla Rai a partire dal febbraio 2019, sia in televisione che attraverso il loro portale web.

## Filmografia

### Attore

#### Film
- Gli occhiali (Glasses), episodio di P.O.E. Poetry of Eerie, regia di Matteo Corazza (2012)
- Bella addormentata, regia di Marco Bellocchio (2012)
- A Venetian Dream, regia di Cathy Beasley (2012)
- 31 días, regia di Erika Grediaga (2013)
- Through Your Lips, episodio di 17 a mezzanotte, regia di Federico Scargiali (2013)
- La vida inmoral de la pareja ideal, regia di Manolo Caro (2016)
- Los días más oscuros de nosotras, regia di Astrid Rondero (2017)
- Fuck You Immortality, regia di Federico Scargiali (2019)
- Il grande passo, regia di Antonio Padovan (2019)
- Boneless, regia di Dario Bagatin (2022)
- Verità artificiale, regia di Davide Salucci (2023)

#### Televisione
- Mai per amore - Miniserie tv, 1x02 Ragazze in web (2012)
- Sincronía - serie tv messicana, episodio 1x06 (2017)
- Alta infedeltà - scripted reality, episodio 5x06 (2018)
- La porta rossa - serie tv, episodio 2x02 (2018)
- Volevo fare la rockstar - serie tv, episodio 2x08 (2022)
- Last to Brake - serie tv, episodio 1x04 (2024)

### Regista
- Snowflake, cortometraggio (2014)
- C'era una volta il macchinista dei sogni, documentario cortometraggio (2015)
- L'Intruso, cortometraggio (2016)
- Diamo due mani, documentario cortometraggio (2019)